# カルダーロ・スッラ・ストラーダ・デル・ヴィーノ
カルダーロ・スッラ・ストラーダ・デル・ヴィーノ（伊: Caldaro sulla strada del vino ; 独: Kaltern an der Weinstraße カルテルン・アン・デア・ヴァインシュトラーセ）は、イタリア共和国トレンティーノ＝アルト・アディジェ州ボルツァーノ自治県にある、人口約8,100人の基礎自治体（コムーネ）。

## 地理

### 位置・広がり

#### 隣接コムーネ
隣接するコムーネは以下の通り。括弧内のTNはトレント自治県所属を示す。
- アンブラール＝ドン (アンブラール) (TN)
- アッピアーノ・スッラ・ストラーダ・デル・ヴィーノ
- カヴァレーノ (TN)
- エーニャ
- ルッフレ＝メンドラ (TN)
- サルノーニコ (TN)
- テルメーノ・スッラ・ストラーダ・デル・ヴィーノ
- ヴァーデナ

## 行政

### 分離集落
カルダーロ・スッラ・ストラーダ・デル・ヴィーノには、以下の分離集落（フラツィオーネ）がある。
- Caldaro Paese(Kaltern Markt), Villa di Mezzo(Mitterdorf), S. Antonio/Pozzo(St. Anton/Pfuss), S. Nicolò(St. Nikolaus), Castelvecchio(Altenburg), S. Giuseppe al Lago(St. Josef am See), Pianizza di Sotto(Unterplanitzing), Pianizza di Sopra(Oberplanitzing), Prey-Klavenz

## 住民

### 言語
| 言語集団調査（2011年） | 言語集団調査（2011年） | 言語集団調査（2011年） | 言語集団調査（2011年） | 言語集団調査（2011年） |
| ---------------------- | ---------------------- | ---------------------- | ---------------------- | ---------------------- |
|                        |                        |                        |                        |                        |
| ドイツ語               | ドイツ語               |                        | 92.61%                 | 92.61%                 |
| イタリア語             | イタリア語             |                        | 7.03%                  | 7.03%                  |
| ラディン語             | ラディン語             |                        | 0.36%                  | 0.36%                  |

2011年に行われた、住民がドイツ語・イタリア語・ラディン語のいずれの「言語集団」に属するかの調査によれば（ボルツァーノ自治県#言語集団調査参照）、住民の約92%がドイツ語話者で、イタリア語話者も約7%いる。

## 姉妹都市
- ヘッペンハイム、ドイツ 1971年

## 出身人物
- アンドレアス・セッピ (テニス選手)